# Baron Byron

Wappen der Barone Byron

Baron Byron, of Rochdale in the County Palatine of Lancaster, ist ein erblicher britischer Adelstitel in der Peerage of England.
Lange Zeit war der Familiensitz der Barone Byron die Newstead Abbey in Nottinghamshire, die Familiengruft befand sich in der St.-Maria-Magdalena-Kirche in Hucknall. Heutiger Familiensitz ist Bartley Close in Bartley bei Southampton in Hampshire.

## Verleihung
Der Titel wurde am 24. Oktober 1643 durch Letters Patent für den royalistischen Bürgerkriegs-General und langjährigen Unterhausabgeordneten Sir John Byron geschaffen.
Da dieser kinderlos war, erfolgte die Verleihung mit dem speziellen Vermerk, dass auch seine sechs Brüder und ihre männlichen Abkömmlinge berechtigt sein sollten, den Titel zu erben.

## Liste der Barone Byron (1643)
- John Byron, 1. Baron Byron (1599–1652)
- Richard Byron, 2. Baron Byron (1606–1679)
- William Byron, 3. Baron Byron (1636–1695)
- William Byron, 4. Baron Byron (1670–1736)
- William Byron, 5. Baron Byron (1722–1798)
- George Gordon Byron, 6. Baron Byron (1788–1824)
- George Anson Byron, 7. Baron Byron (1789–1868)
- George Anson Byron, 8. Baron Byron (1818–1870)
- George Frederick William Byron, 9. Baron Byron (1855–1917)
- Frederick Ernest Charles Byron, 10. Baron Byron (1861–1949)
- Rupert Frederick George Byron, 11. Baron Byron (1903–1983)
- Richard Geoffrey Gordon Byron, 12. Baron Byron (1899–1989)
- Robert James Byron, 13. Baron Byron (* 1950)

Titelerbe (Heir Apparent) ist der Sohn des jetzigen Barons, Hon. Charles Richard Gordon Byron (* 1990).